# 30539 Raissamuller
30539 Raissamuller è un asteroide della fascia principale. Scoperto nel 2001, presenta un'orbita caratterizzata da un semiasse maggiore pari a 2,2338378 UA e da un'eccentricità di 0,1751201, inclinata di 6,84915° rispetto all'eclittica.